# Шосвілл (Вірджинія)
Шосвілл (англ. Shawsville) — переписна місцевість (CDP) в США, в окрузі Монтгомері штату Вірджинія. Населення — 1241 особа (2020).

## Географія
Шосвілл розташований за координатами 37°10′13″ пн. ш. 80°15′16″ зх. д. / 37.17028° пн. ш. 80.25444° зх. д. (37.170370, -80.254418).  За даними Бюро перепису населення США в 2010 році переписна місцевість мала площу 6,22 км², з яких 6,16 км² — суходіл та 0,06 км² — водойми.

## Демографія
Згідно з переписом 2010 року, у переписній місцевості мешкало 1310 осіб у 550 домогосподарствах у складі 355 родин. Густота населення становила 210 осіб/км².  Було 635 помешкань (102/км²).
Расовий склад населення:
| - 94,7 % — білих - 3,1 % — чорних або афроамериканців - 0,3 % — корінних американців - 0,1 % — азіатів |

До двох чи більше рас належало 1,6 %. Частка іспаномовних становила 1,2 % від усіх жителів.
За віковим діапазоном населення розподілялося таким чином: 21,0 % — особи молодші 18 років, 64,5 % — особи у віці 18—64 років, 14,5 % — особи у віці 65 років та старші. Медіана віку мешканця становила 41,2 року. На 100 осіб жіночої статі у переписній місцевості припадало 92,9 чоловіків;  на 100 жінок у віці від 18 років та старших — 92,7 чоловіків також старших 18 років.
Середній дохід на одне домашнє господарство  становив 37 425 доларів США (медіана — 32 366), а середній дохід на одну сім'ю — 43 184 долари (медіана — 42 292). За межею бідності перебувало 49,6 % осіб, у тому числі 79,5 % дітей у віці до 18 років та 0,0 % осіб у віці 65 років та старших.
Цивільне працевлаштоване населення становило 583 особи. Основні галузі зайнятості: мистецтво, розваги та відпочинок — 26,6 %, освіта, охорона здоров'я та соціальна допомога — 24,5 %, виробництво — 10,5 %, будівництво — 10,3 %.